# Lomovka (Tula)
|  | Per a altres significats, vegeu «Lomovka». |

Lomovka (en rus: Ломо́вка) és un poble de l'óblast de Tula, a Rússia, segons el cens del 2010 tenia 445 habitants.